# 각정태후
각정황태후 추씨(恪貞皇太后 鄒氏, 생몰년 미상)는 남명의 추존황제 공종 주상순의 계비이며, 홍광제의 생모이다. 순천부 출신이다.
만력 31년 12월 13일(1604년 1월 13일)에 추씨는 복왕비로 책봉되었다. 숭정 14년 정월 20일(1641년 3월 1일), 이자성의 난으로 인하여 복왕의 본거지인 낙양이 함락되고나서 복왕이 살해되고 난 후에, 주유숭(朱由崧)과 일가 가족들은 맹진(孟津)과 맹현(孟縣)등으로 떠돌아 다니면서 회경(懷慶)까지 피신하였다. 회경마저도 함락당하자, 황규(黃奎)의 집으로 피신하였다. 숭정 17년(1644년)에 남경(南京)에서 홍광제가 즉위한 이후에 각정인수황태후(恪貞仁壽皇太后)는 존호를 받았다. 같은해 8월 13일(9월 13일), 청나라의 군사가 남경으로 추격하자, 황태후 요씨는 항주(杭州)로 피신하였고, 후에 노왕(潞王) 주상방(朱常淓)을 불러들여 감국(監國)으로 봉하였다. 후에 노왕이 서거한 후에는 감국을 봉하지 못하였고, 남쪽으로 피신하는 도중에 붕어하게 된다. 붕어 후에는 공종 주상순과 함께 희릉(熙陵)에 합장되었다.